# Paolo Tolosetto Farinati degli Uberti
Paolo Tolosetto Farinati degli Uberti, o erroneamente Farinata degli Uberti (Verona, 6 aprile 1876 – Mare Adriatico, 14 luglio 1916), è stato un militare italiano, decorato con la medaglia d'oro al valor militare alla memoria per le sue azioni al comando del sommergibile Balilla.

## Biografia
Nacque a Verona da Giuseppe, discendente della nobile famiglia fiorentina degli Uberti, e Teresa Malaspina.
Il 30 ottobre 1889, all'età di 13 anni, si arruolò come volontario presso l'Accademia navale di Livorno e vi uscì nell'agosto 1895 con il grado di guardiamarina. Due anni dopo divenne sottotenente di vascello, prestando servizio sulla Duilio e sulla Volturno, per poi essere promosso al grado di tenente di vascello il 9 dicembre 1900, imbarcandosi sul Puglia e compiendo una crociera di oltre due anni nei mari orientali. Passò poi alle siluranti e infine ai sommergibili, prestando servizio sul Narvalo e sul Glauco fino ad arrivare al Balilla, del quale divenne comandante con la promozione a capitano di corvetta il 25 aprile 1915. Allo scoppio della prima guerra mondiale si unì alla 4ª Squadriglia del Gruppo autonomo compiendo agguati nel basso Adriatico e lungo le rotte commerciali austro-ungariche.
Il 13 luglio 1915 il Balilla partì da Brindisi per compiere un agguato a due torpediniere austro-ungariche al largo dell'isola di Lissa ma nel corso della giornata successiva fu individuato e sottoposto ad un pesante fuoco nemico dalle due imbarcazioni. Riemerso con la prua in alto e paralizzato, probabilmente a causa di un guasto, il comandante ordinò di fare fuoco contro il nemico ma il sommergibile fu comunque affondato. Il coraggio dell'equipaggio del Balilla fu riconosciuto dagli stessi nemici e alla memoria di degli Uberti gli fu conferita con regio decreto del 20 ottobre 1919 la Medaglia d'oro al valore militare alla memoria.

## Onorificenze
Fulgido esempio di mirabile valore, di alto sentimento del dovere e di magnifico spirito di sacrificio.